# Сокурське
Соку́рське (каз. Соқыр) — село у складі Бухар-Жирауського району Карагандинської області Казахстану. Входить до складу Уштобинського сільського округу.
Населення — 293 особи (2021; 265 у 2009, 0 у 1999, 240 у 1989).
Національний склад станом на 1989 рік:
- німці — 47 %;
- росіяни — 28 %.